# Andrzej Ignatowski (adwokat)
Andrzej Ignatowski (ur. 15 stycznia 1891 w Trzeszczanach, zm. 7 kwietnia 1954) – polski adwokat i działacz społeczny, poseł na Sejm Ustawodawczy (1947–1952).

## Życiorys
W 1917 ukończył studia na Wydziale Prawa Uniwersytetu Warszawskiego. Zatrudniony był do 1919 w adwokaturze rosyjskiej, a od 1921 (po powrocie do Polski) w polskiej prokuraturze. Od 1928 pracował jako adwokat. W latach 1942–1945 więziony był w obozach Auschwitz-Birkenau i Mauthausen-Gusen. Od 1947 do 1952 pełnił mandat posła na Sejm Ustawodawczy w okręgu Ostrowiec Świętokrzyski z listy Stronnictwa Pracy (rozwiązanego w kraju w 1950).
Zmarł niespełna dwa lata po zakończeniu pracy w parlamencie, pochowany na Cmentarzu Ostrowieckim w Ostrowcu Świętokrzyskim.